# Peter I van Bulgarije
Peter I (Bulgaars: Петър I) (gestorven: 30 januari 970) was tsaar der Bulgaren. Hij was de tweede zoon van Simeon I, de oudste uit zijn tweede huwelijk.

## Biografie
Na de dood van Simeon I, de gesel der Byzantijnen, sloot keizer Romanos I Lekapenos een vredesverdrag met de Bulgaren. Een huwelijk tussen Peter I en de kleindochter van Romanos I, Irene Lekapene, de Byzantijnen waren bereid tot het betalen van een schatting, de titel tsaar en de grenzen tussen de twee landen werden erkend.

### Oorlogen
In het begin van zijn regering had hij problemen met het hertogdom Servië, hij sloot vrede met de Magyaren en liet hen toe zich te installeren op zijn grondgebied.
Bij het aantreden van keizer Nikephoros II Phokas verslechterden de relaties met de Byzantijnen. Nikephoros II weigerde de schatting nog te betalen en sloot een overeenkomst met Svjatoslav I, grootvorst van Kiev om de Bulgaren een lesje te leren. Wat volgde was de Slag bij Silistra in 968. Geschrokken van het succes van Svjatoslav I, sloten Byzantium en Bulgarije vrede en zochten toenadering bij de Petsjenegen. Helaas, Svjatoslav I had bloed geroken en viel Bulgarije een tweede maal aan binnen twee jaar tijd en deed dat met groot succes.
Peter I kreeg een hartaanval, trok zich terug in een klooster en stierf in 970.